# Kotjahari
Kotjahari – gaun wikas samiti w zachodniej części Nepalu w strefie Rapti w dystrykcie Rukum. Według nepalskiego spisu powszechnego z 2001 roku liczył on 808 gospodarstw domowych i 4601 mieszkańców (2300 kobiet i 2301 mężczyzn).